# Stefan Arnold

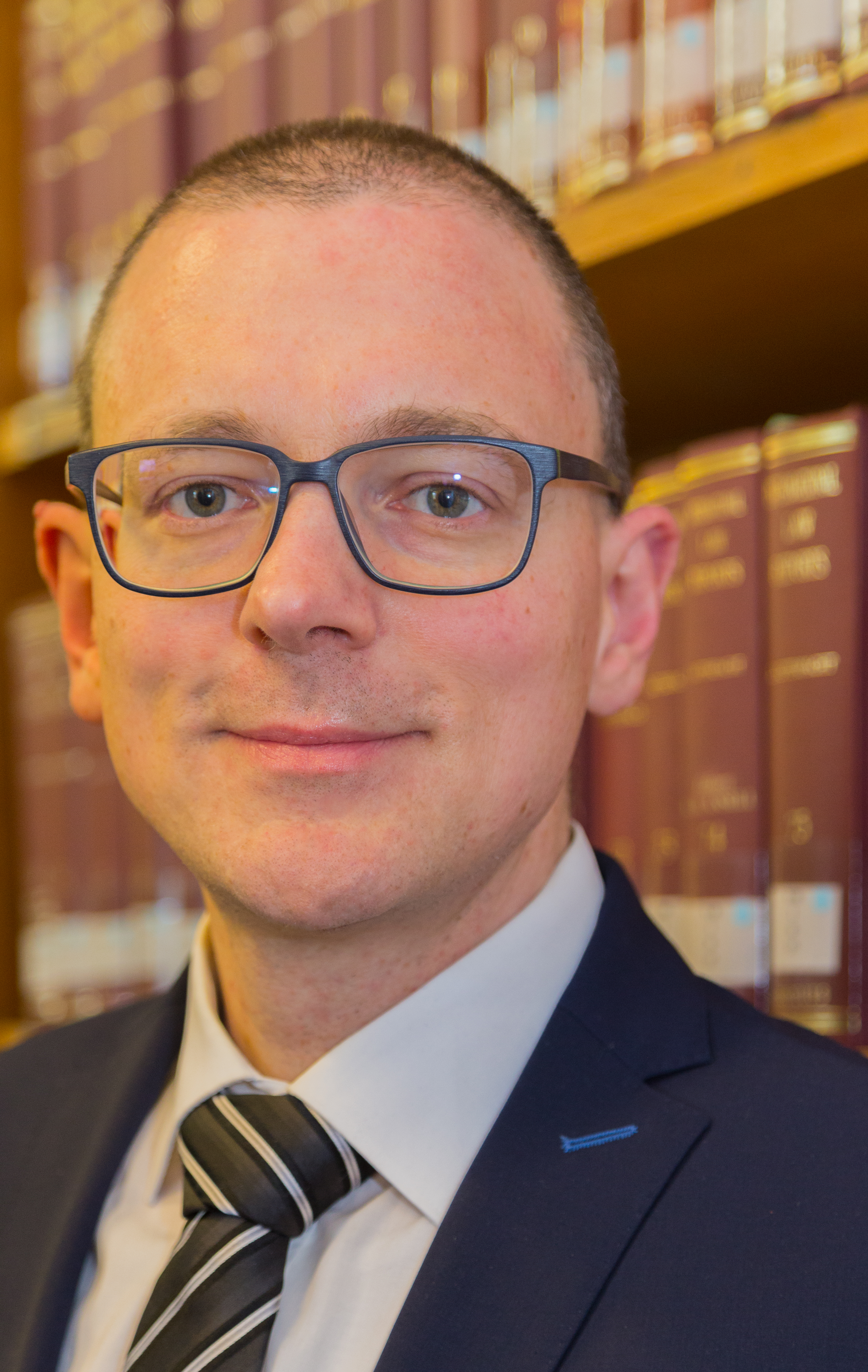
Stefan Arnold (2019)

Stefan Arnold (* 1976) ist ein deutscher Rechtswissenschaftler.

## Leben
Nach dem 1. juristischen Staatsexamen 2001/II (Erlangen) war er 2002 wissenschaftlicher Mitarbeiter bei Klaus Vieweg (Friedrich-Alexander-Universität Erlangen-Nürnberg). Von 2002 bis 2003 absolvierte er ein LL.M.-Studium an der Universität Cambridge (gefördert durch ein Stipendium des DAAD). Von 2003 bis 2007 war er wissenschaftlicher Mitarbeiter bei Bruno Rimmelspacher (Ludwig-Maximilians-Universität München). Von 2005 bis 2007 absolvierte er das Referendariat in München. Nach dem 2. juristischen Staatsexamen 2006/II (München) und das Promotion 2007 durch die FAU Erlangen (bei Mathias Rohe) war er von 2007 bis 2013 Akademischer Rat am Institut für Internationales Recht – Rechtsvergleichung – der LMU München (bei Stephan Lorenz). Nach der Habilitation 2013 an der Juristischen Fakultät der Ludwig-Maximilians-Universität München (bei Stephan Lorenz) Lehrbefugnis für die Fächer Bürgerliches Recht, Deutsches und Internationales Zivilverfahrensrecht, Internationales Privatrecht und Rechtsvergleichung sowie Rechtsphilosophie war er 2014 bis 2017 Inhaber des Lehrstuhls für Bürgerliches Recht, Rechtsvergleichung und Internationales Privatrecht am Institut für Zivilrecht, Ausländisches und Internationales Privatrecht der Karl-Franzens-Universität Graz. Seit 2017 ist er Inhaber des Lehrstuhls für Bürgerliches Recht, Rechtsphilosophie und Internationales Privatrecht der Universität Münster.
Seine Forschungsschwerpunkte sind Vertragsrecht (insbesondere Allgemeines Schuldrecht, Kaufrecht, Grundfragen), Rechtsphilosophie (insbesondere Gerechtigkeitstheorie und Privatrechtstheorie), internationales Privat- und Verfahrensrecht (allgemeine Lehren, Internationales Vertragsrecht, Internationales Familienrecht) und Rechtsvergleichung (als Perspektive dogmatischer und regulativer Analysen; englisches und österreichisches Privatrecht).

## Schriften (Auswahl)
- Die Bürgschaft auf erstes Anfordern im deutschen und englischen Recht. Tübingen 2008, ISBN 978-3-16-149550-2.
- Vertrag und Verteilung. Die Bedeutung der iustitia distributiva im Vertragsrecht. Tübingen 2014, ISBN 3-16-152986-3.
- als Herausgeber: Grundlagen eines europäischen Vertragsrechts. München 2014, ISBN 3-86653-236-9.
- als Herausgeber mit Stephan Lorenz: Gedächtnisschrift für Hannes Unberath. München 2015, ISBN 3-406-68055-0.